# Koenig Specials
Koenig Specials (ou plus simplement « Koenig ») est un préparateur automobile de tuning allemand, spécialiste de voiture de sport supercar, fondé en 1977 à Munich par le pilote Willy König.

## Historique
Willy König naît le 2 février 1938. Il fait fortune dans l'édition, et s’achète ses premières voitures de sport. En 1961, il commence sa carrière de pilote en Formule Junior, avec l’acquisition d'une Cooper du pilote Wolfgang von Trips. Il poursuit sa carrière au volant de nombreuses voitures de course de prestige, dont Ferrari 275 GTB, Ford GT40, Ferrari Berlinetta Boxer, Lola T70, Abarth, Lotus, BMW M1, Porsche 962..., jusqu'en 1969 ou il se retire de la compétition professionnelle.

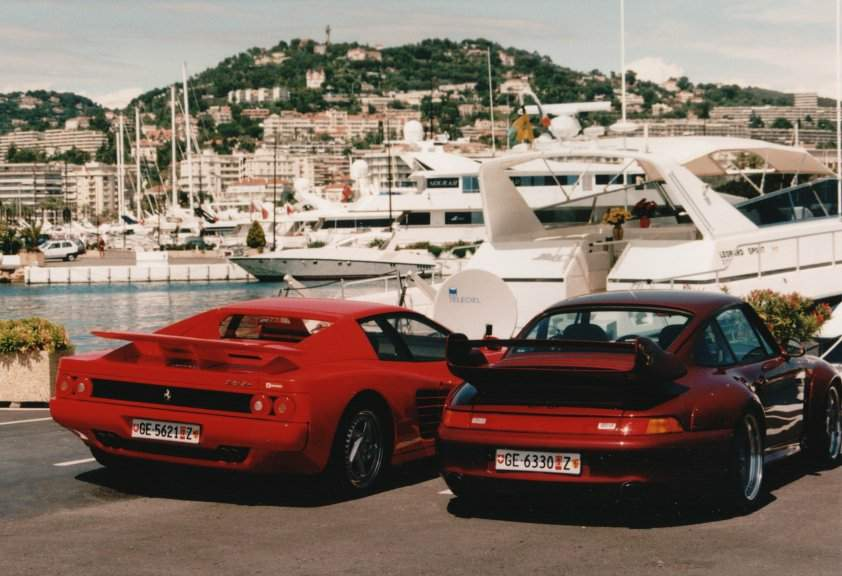
Une Ferrari Testarossa Koenig (à gauche).

En 1974 il s'achète une Ferrari 365 BB dont il améliore les performances pour le monde de la compétition automobile en y ajoutant des pièces Ferrari et des pièces d'autres marques qu'il copie et adapte dont les spoilers, roues larges, embrayage, échappement... Reconnu pour son travail, il fonde alors sa société Koenig Specials en 1977 à Munich, et améliore de nombreuses voitures de sport d'exception, avec une prédilection pour Ferrari, mais également des Lamborghini, Porsche, Jaguar, Ford GT40, Abarth, Mercedes-Benz, BMW... Son fils Walter König, qui travaille avec lui, devient également pilote de course en BMW M1 Procar, et sur Porsche 962 C1, Porsche 935 K3-le Mans...
La marque est au sommet de sa notoriété dans les années 1980, avec notamment son modèle de Ferrari Testarossa Koenig bi-turbo, poussé à 1 000 ch pour 370 km/h de vitesse de pointe, vendue 1 million de Deutsche Mark (390 ch pour 290 km/h d'origine). La marque fabrique des répliques (Porsche 962...), et modifie des moteurs et carrosseries homologués de voitures de sport avec : châssis, carrosserie, habitacle, spoiler, ailerons, jantes et pneus larges, freins, et augmentation de puissance de moteur, culasse, piston, carburateur, turbo, biturbo, intercooler, compresseur, échappement..., de Ferrari Testarossa Koenig cabriolet, Lamborghini Diablo bi-turbo 800 ch, BMW 840/850 500 ch, Porsche 962 C1 Koenig C62, Ferrari 512 BB Koenig, Ferrari 308, Ferrari F40, Ferrari F50 Koenig de 850 ch, Porsche 911 Koenig, Mercedes-Benz SEL, SEC et SL, Jaguar XJS, Lamborghini Countach, Saab...
Concurrente des préparateurs automobiles Ruf Automobile, Brabus, ou  Gemballa, la marque finit par disparaître presque totalement du marché dans les années 1990, période ayant vu le renforcement des préparateurs-constructeurs comme Mercedes-AMG et BMW M.
En 2000, la marque sort deux nouveaux modèles: la Koenig Mercedes 600C et la Koenig KS360 biturbo (Ferrari 360). En 2001, C'est la Ferrari 575 Maranello qui aura le droit à sa version Koenig. Malheureusement le succès n'est pas au rendez-vous. Koenig Specials  arrête la modification de véhicule et disparait du jour en lendemain. à l'heure actuel la société semble exister encore, on peut juste commander les pièces des anciens modèles.
Walter König décèdera le 12 janvier 2018 à l'âge de 52 ans, son père s'éteindra quelques mois plus tard, le 17 juin à l'âge de 80 ans.